# Die Brücke
A Die Brücke („A híd”) 1905–1913 között működött német expresszionista művészeti csoport volt.

## Története
Németország kulturális életében a fauvizmushoz esztétikailag közel álló, 1905-ben Drezdában alapított Die Brücke csoport jelentette a döntő változások kezdetét. Tagjai Vincent van Goghra és Paul Gauguinre hivatkoznak, akárcsak a fauve-ok, de hamarosan el is távolodnak tőlük, mivel egészen más véleményük alakult ki a festői eszközök jelentéséről. Míg a dekoratív művészethez vonzódó fauve-ok átvették Gauguin nagy, egybefüggő színmezőit, Ernst Ludwig Kirchner és barátai Van Gogh és Gauguin művészetének szellemét vették át, nem a formát.
Az első világháború előtti intellektuális mozgásokhoz csatlakozott a Die Brücke csoport. Meghatározó Nietzsche intellektusa, aki kontemplációnak szentelt közös művészi életet (intellektuális szövetséget) képzelt el. Ehhez hasonló volt még Van Gogh terve is. Ez a közös műterem ideája hatott a Die Brückére, amelynek jellege idealisztikus: kommunaszerű életet élnek egy közös műteremben, a műterem munkáskörnyéken helyezkedik el. Szoros baráti kört alkottak. Műtermük egységes stílusban volt berendezve, mindannyian szerettek távoli vidékekre utazni, azok emlékeit lehet felfedezni a berendezésben.
A művészet forradalmi eszközzé vált, elementáris lett, telítve érzelmi gesztusokkal. Az expresszió náluk felfokozott hangvétel, csúnya volt, karakterisztikus ábrázolásmóddal vegyítve. A művészet tiszta életfolyamat, nem pedig egy önelégült lét. Ideges, izgatott állapotot sugároznak képeik. A kollektivitás eszméjével átitatott valóság vallásos vagy szimbolikus töltést kapott. Éppen ez különböztette meg őket a fauve-ok művészetétől. A művész nem azt a kort tükröztette, amelyben élt, hanem az anekdotikus témán túli egyetemes emberi igazságot akarta közvetíteni.
Lovis Corinth szerint „A kifejezés formai leegyszerűsítésére törekszenek.”
Az expresszionizmus nem korlátozódott a festészetre. A háborúhoz kötődött, megközelítőleg 1905 és 1920 között tartott, amikor kiábrándultak az avantgárdból.
A Die Brücke csoport német művészeket foglal magába. A középkor óta lappangó tendenciák kerültek újra felszínre. Ez egy dél-német középkori művészet. (A csoport egy időben együttműködött a Der Blaue Reiter müncheni csoporttal. Ezek 1911–12-ben működtek.) A nevet Karl Schmidt-Rottluff találta ki, ami hidat jelent, és azt fejezi ki, hogy ők hidat kívántak verni a modern francia és német törekvések között. A csoportot négy építész hozta létre.

## Alapító tagok
- Ernst Ludwig Kirchner
- Fritz Bleyl
- Erich Heckel
- Karl Schmidt-Rottluff

Amikor megalapították a csoportjukat, akkor meg akarták kerülni a művészet intézményes rendszerét. Saját kiállításokat szerveztek. Főleg grafikai sorozatokat adtak ki. Úgy tartotta fenn magát a csoport, hogy a tagoktól havi egy birodalmi márkát szedtek be. Több mint 70 tag volt a csoportban amikor feloszlottak. Első kiállításuk egy lámpagyárban volt.
A Die Brückében egységes stílusok jelennek meg. Sokszor nehéz megkülönböztetni egyik alkotót a másiktól, mert néha egymás képeit is lefestették. A csoportban munkamegosztás volt. Az elméleti munkákat Kirchnerre bízták, a kivitelezést és a szervezést Heckel csinálta.
1908-ban Max Pexstein utazott először Berlinbe a csoportból. 1910-ben pedig az egész csoport odaköltözött és átalakultak. Maga a híd kifejezés az emberek között hídra utal, egyik célja a francia és német művészet közötti kapcsolat kialakítása.

## Fauve hatás
- szecesszió inspirálta vonalak

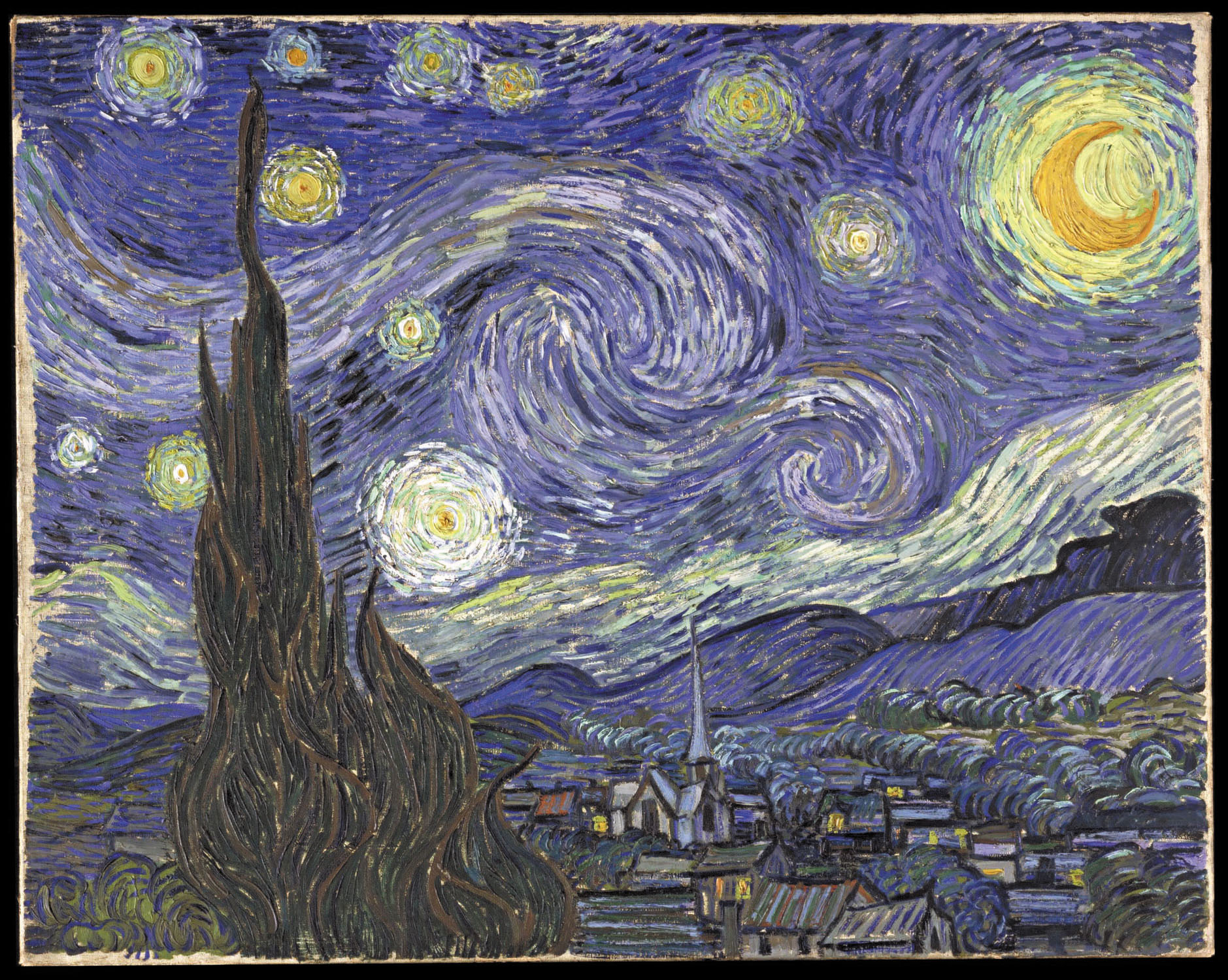
Vincent van Gogh: Csillagos éj 1889 (olaj)

Paul Gaugin: Szimbolista önarckép1889 (olaj)

- Vincent van Gogh tragikus világszemlélete, szimbolikus színek
- James Ensor művészete
- Ferdinand Hodler
- Edvard Munch művészete: a németeknél kifejezetten fontos, a mű mint lélekállapot
- Paul Gauguin

De van különbség a fauve-okkal: Stilárisan ugyan hasonlóak, de a németek sokkal politikusabbak, nem harmonikus az életfelfogásuk. Náluk az északi szemlélet újraéledéséről van szó. Wilhelm Worringer Absztrakció és beleérzés c. műve hatott rájuk.
Létezik egy úgynevezett déli művészet, ők az olaszok, nyugodtság és elégedettség jellemzi és van északi művészet, őket a nyugtalanság, atomizáltság, metafizikai megfélemlítettség jellemzi. Az északi művészet minden természeti jelenséget természetfelettivé alakít át. Rejtélyessé és groteszké teszi azt. A világot belülről éli meg. Magányukból és nyavalygásukból a miszticizmus a kiút.
A korai Die Brücke Drezdában volt. Ez a korszak hasonlít jobban a Fauvesokhoz: a fő téma akt és a természet. Utópikus világszemlélettel rendelkeznek, természetes, ős primitív aktokat jelenítenek meg. Az akt művészi gyorsírássá alakul. Új festői eljárást alakítanak ki: spontán, gyors, híg anyagkezelés, a festéket nem rétegekben hordják fel. Ipari festékeket és anyagokat is használnak, például oldószernek petróleumot.
Emellett a tradíciót is át akarták lépni. Európán kívüli tradíciót akartak bevezetni (afrikai, óceániai művészetet). Felfigyeltek a népművészetre, tanulmányozták a gyerekek művészetét is. Az egész korszakot nagy balsejtelem és felkavarodott érzések jellemzik. Érdekes módon a Die Brücke elitnek tekintette magát, gyűlölték a tömeget, de mégis meg akarták váltani őket. Küldetéstudatuk volt agresszióval keveredve. Ebből az agresszívebb küldetéstudatból fakadt a festői nyelvük. Ösztönös és szubjektív aktokat, tájakat és csendéleteket jelenítenek meg. Kirchneren kívül a többi figura inkább generál stílust képvisel.

## A csoport tagjai
- Ernst Ludwig Kirchner (1880–1938)
- Erich Heckel (1883–1970)
- Karl Schmidt-Rottluff (1884–1976)
- Fritz Bleyl (1880–1966)
- Emil Nolde (1876–1956)
- Max Pechstein (1881–1955)
- Cuno Amiet (1868–1961)
- Akseli Gallen-Kallela (1865–1931)
- Otto Mueller (1874–1930)
- Kees van Dongen (1877–1968)

Fő témáik: a táj vagy valamilyen tájban lejátszódó történés (mint a természeti megjelenés formája), a cirkusz, a varietészínház belső élete (mint a legintenzívebb élet kifejeződési formája). A természeti vagy az intenzív keresése azonban csak eszköz volt, a cél az, hogy túllépjenek a hagyományos polgári magatartáson, s rátaláljanak az Új emberre, akit az expresszionizmus olyan optimista pátosszal idézett meg.
1919-ben a Dresdner Sezession művészeti csoport próbálta hagyományaikat folytatni.